# Croix de carrefour de Polisy
La croix de carrefour de Polisy est une croix située à Polisy, en France.

## Localisation
La croix est située sur la commune de Polisy, dans le département français de l'Aube.

## Historique
L'édifice est classé au titre des monuments historiques en 1926.